# PlayStation Home
Pour les articles homonymes, voir Home.
PlayStation Home (ou Home) était un projet de monde virtuel communautaire (ou métavers) développé par SCE London Studio, destiné aux utilisateurs de PlayStation 3 et faisant partie du PlayStation Network. Il se présentait comme le lieu de rencontre et d'échange de la communauté PlayStation. La bêta-test a été ouverte à tous les utilisateurs le 11 décembre 2008. Le projet est arrêté le 1er avril 2015.

## Description
Home se présente comme un village numérique en 3D constitué d'espaces publics et privés dans lequel chaque utilisateur est représenté par un avatar. L'utilisateur peut librement se déplacer dans l'environnement pour discuter, partager du contenu multimédia, se divertir, s'informer ou consommer. Le programme s'apparente à des applications tels que Second Life, Les Sims Online ou encore Myspace.
Home est proposé gratuitement en téléchargement sur le PlayStation Store. Le logiciel réserve 3 Go sur le disque dur (le programme de base à télécharger pèse 77 Mo). Il est directement exécutable depuis l'interface Xross Media Bar de la PlayStation 3 dans la rubrique PlayStation Network.
Les contenus (articles et espaces) de ce dernier sont mis à jour tous les mercredis matin après une période de maintenance de 3 heures.
Jack Buser est le chef de projet du service.

### Avatar
L'avatar de l'utilisateur prend une forme globalement réaliste. Son apparence est entièrement paramétrable: sexe, physionomie, corpulence... L'avatar peut être habillé de vêtements et d'accessoires, qui sont soit fournis, soit obtenus gratuitement lors d'événements promotionnels, soit achetés par l'utilisateur au Centre Commercial.

### Espace privé
Chaque utilisateur dispose d'un espace privé, un studio avec vue sur la mer, lequel peut servir de lieu de discussion, d'échange (des rumeurs parlent de visionner une vidéo sur une télé virtuelle ou écouter de la musique) ou de point de rassemblement en vue d'une partie en ligne (il est possible de passer directement du Home au jeu en ligne). Cet espace virtuel est lui aussi personnalisable : choix et disposition du mobilier et des accessoires (obtenus gratuitement ou achetés au Centre Commercial), décoration à partir de photos personnelles stockées sur le disque dur. L'utilisateur peut également acheter d'autres espaces privés au Centre Commercial, ou les gagner avec un jeu (Batman Arkham Asylum) ou avec un espace public (Audi Terminal).
- Chalet de bord de lac
- Pavillon d'été
- salle du trône de Visari
- Camp sur monument valley motorstormer
- Audi
- Batcave
- planque du barrage perdu
- appartements du galion pirate
- cabane dans les arbres
- camp MotorStorm: Pacific Rift
- le Pub Londonien
- Appartement Muiscality
- Île Loco
- Eden-Vigilarium du primarque

### Espaces publics
Le PlayStation Home comprend des espaces publics en intérieur et en extérieur, dans lesquels les utilisateurs peuvent interagir, discuter, jouer et se divertir. En plus des zones citées ci-dessous, d'autres espaces existent, telles que des zones dédiées à des jeux sous licence Sony (espace Uncharted) et des emplacements gérés par des partenaires commerciaux, essentiellement des éditeurs de jeux. Ces zones sont accessibles depuis la barre de navigation, mais pas depuis le Square Home. Le 18 mars 2010, un espace Game (ancien vendeur européen de jeux vidéo) fut créé sur le Home avec des boutiques et quelques jeux dont Lunar Leap ou la zone du jeu est sur la Lune.

#### Square Home
Le Square est un des espaces principaux du PlayStation Home. Grâce à lui, les utilisateurs peuvent accéder à d'autres espaces tels que le bowling, le cinéma, les centres commerciaux, etc. Il s'agit d'un endroit en plein air comprenant plusieurs mini-jeux (échecs, dames), des spots commerciaux pour promouvoir des jeux vidéo et les nouveaux articles disponibles sur le Home.

#### Centres Commerciaux
Les Centres Commerciaux (Ouest et Est) regroupent plusieurs magasins PlayStation Store, dans lesquels l'utilisateur peut acheter des vêtements pour son avatar, des moyens de locomotion, des compagnons, ou encore, des décorations et des meubles pour ses espaces privés.

#### Cinéma
Le Cinéma regroupe huit salles diffusant des bandes-annonces de films, des webisodes, des documentaires et des émissions variées.

#### Bowling
Le Bowling est une salle d'arcade regroupant, en plus du bowling, six tables de billard et des bornes d'arcades permettant de jouer gratuitement à plusieurs mini-jeux :
- Echochrome : une version gratuite du jeu éponyme, limitée à trois niveaux.
- Ice Breaker : un casse-briques dans lequel on dirige un pingouin.

### Xi
Xi  est un jeu de piste en réalité alternée. La chasse au trésor faite d'énigmes et de mini-jeux divers s'est étalée sur douze semaines. L'entraide entre les utilisateurs a permis de progresser jusqu'à la découverte de Xi. Un sentiment fort de participer à un projet privilégié a pu naître dans l'esprit des joueurs.

### Godfather II
Un coin poker à l'ambiance de la série de films du même nom. Les gens peuvent s'asseoir au bar pour discuter et faire des rencontres. Plusieurs familles s'y réunissent.

### Fams
Fams ou familles permet aux usagers de se regrouper en différents clubs qui ont des objectifs communs.

## Historique

Ancien logo du PlayStation Home.

Home est dévoilé en mars 2007 lors de la Game Developers Conference. Selon Phil Harrison, ancien président de Sony CE WorldWide Studios, remplacé depuis par Shuhei Yoshida, le projet s'inscrit dans une évolution du jeu vidéo, qualifiée de « Game 3.0 » (« jeu vidéo 3.0 »; en référence au concept de Web 2.0) et caractérisée par de véritables interactions sociales et la participation active de la communauté dans l'élaboration de contenu.
La phase de bêta-test fermée débute en avril 2007. La date de sortie, initialement prévue pour fin 2007, est repoussée au printemps 2008 puis à la fin de la même année. La version 1.01, lancée en novembre 2008, amorce l'ouverture à la beta ouverte, lancée le jeudi 11 décembre 2008 (v. 1.03). Plusieurs problèmes de connexions eurent lieu dès les premières heures de la sortie du logiciel. La mise à jour 1.04 est sortie en Europe le 18 décembre 2008.
Dès le 12 novembre 2014, plus aucun nouveau contenu n'est proposé, et Sony annonce la fermeture complète du PlayStation Home pour le 31 mars 2015.

Le 23 avril 2021, Sony annonce le renouvellement de la marque  PlayStation Home jusqu'en 2028.

## Accueil
Depuis la sortie officielle du PlayStation Home en décembre 2008 et jusqu'à fin mars 2015, plus de 41 millions d'utilisateurs se sont inscrits.
Le service aurait rencontré un certain succès commercial au cours de ses six années d'existence.